# Braillská tiskárna

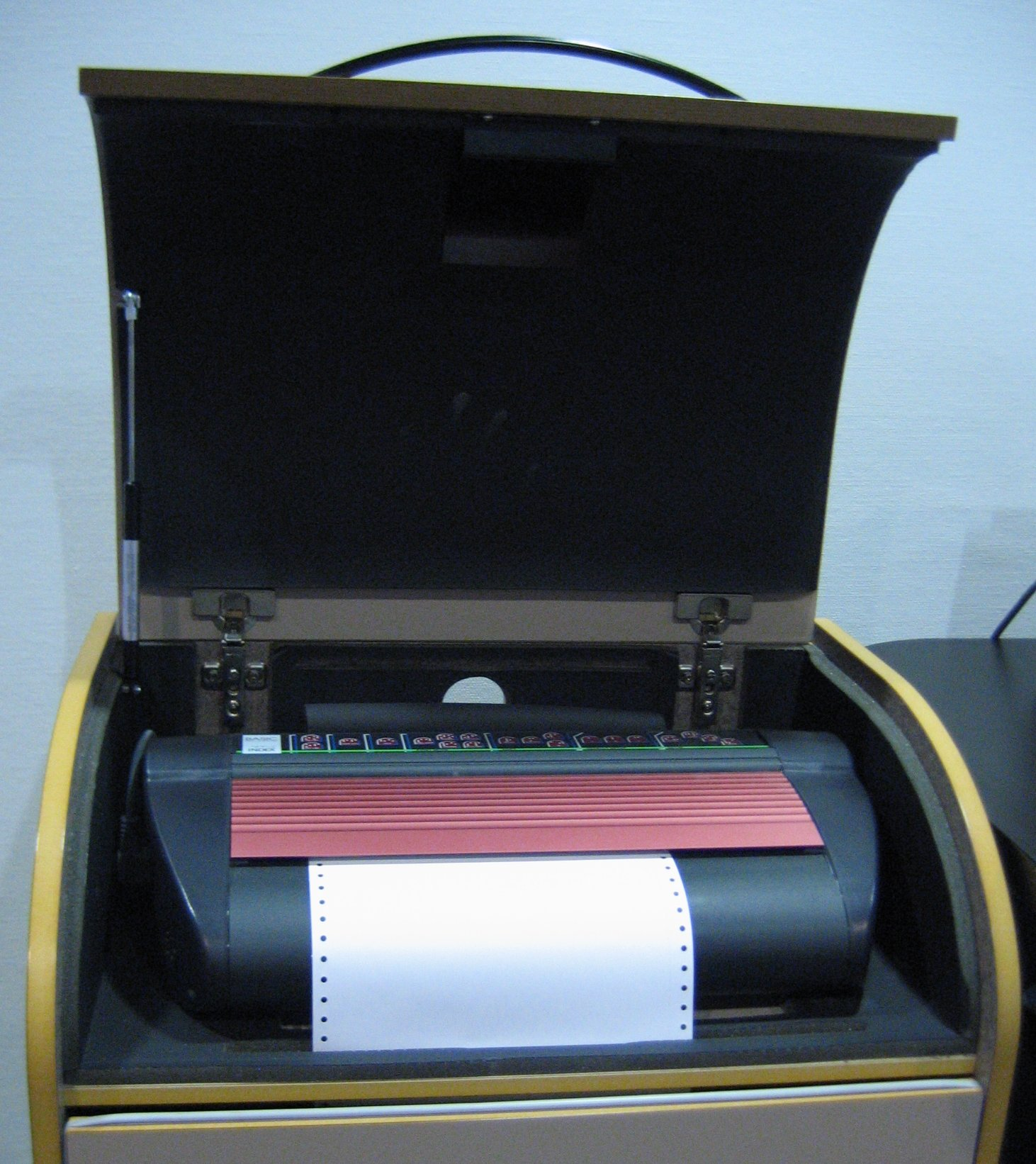
Tiskárna Braillova písma

Braillská tiskárna je zařízení pro tvorbu braillských materiálů. Tisk je založen na vytlačování bodů na speciální papír, který je oproti normálnímu silnější. Celý proces je doprovázen velkým hlukem, proto se někdy k odhlučnění používají speciální skříně, do kterých se tiskárna umístí.
Jednodušší modely umožňují pouze tisk textu, ty pokročilejší také tisk obrázků.